# Borak (jezioro)
Borak – jezioro w Polsce, położone jest w województwie lubuskim na terenie Krzesińskiego Parku Krajobrazowego w gminie Gubin. 
Powierzchnia – 66 ha, maksymalna głębokość 6 m.
Posiada III klasę czystości wód. Najbliższa miejscowość to Kosarzyn. Otoczone jest zwartym borem sosnowym